# Vlekkeelmiervireo
De vlekkeelmiervireo (Dysithamnus stictothorax) is een zangvogel uit de familie Thamnophilidae (miervogels).

## Verspreiding en leefgebied
Deze soort komt voor in het zuidoosten van Brazilië (van oostelijk Minas Gerais tot Paraná) en het uiterste noordoosten van Argentinië (Misiones).

## Status
De grootte van de populatie is niet gekwantificeerd maar de soort wordt omschreven als vrij algemeen. Door het verlies aan habitat en omdat het verspreidingsgebied vrij klein is heeft deze vogel op de Rode lijst van de IUCN de status gevoelig.